# Fördraget i Wanghia

Ingången till Kun Iam-templet i Macao, där fördraget undertecknades.

Fördraget i Wanghia (kinesiska: 中美望厦条约, pinyin: Zhōng-Měi Wàngxià tiáoyuē) är ett av de så kallade ojämlika fördragen som främmande makter tvingade Qingdynastin i Kina till efter opiumkriget. Det gällde mellan Förenta staterna och Kina och undertecknades 3 juli 1844 i byn Wanghia norr om den portugisiska kolonin Macao. Detta är numer stadsdelen Mongha på Macaohalvön.
Undertecknare var amerikanernas envoyé Caleb Cushing och Qiying, den kinesiske generalguvernören av Guangxi och Guangdong.
Innehållet liknar fördraget i Nanking (1842), eftersom de rättigheter som där gällde Storbritannien med detta fördrag också gäller för Förenta staterna. Detta innebar att tidigare handelsinskränkningar från den kinesiska sidan lyftes. Wanghiatraktatet är dock mera specifikt än sin förebild och ger amerikanska medborgare ytterligare rättigheter.
Sålunda fick amerikaner enligt artikel 17 i fördraget tillstånd att köpa fast egendom för anläggande av kyrkor, sjukhus och begravningsplatser. Med artikel 18 lyftes förbudet för utlänningar att lära sig kinesiska. Artikel 21 undantog, på ett liknande sätt som för britterna i fördraget i Bocca Tigris, amerikaner från att åtalas av det kinesiska rättsväsendet.
På en punkt var USA  dock mer på den kinesiska sidan än britterna varit. Artikel 33 förbjöd opiumhandel. Amerikaner som bröt mot detta, skulle överlämnas till den kinesiska rättvisan.